# Große Veränderliche Grasbüscheleule

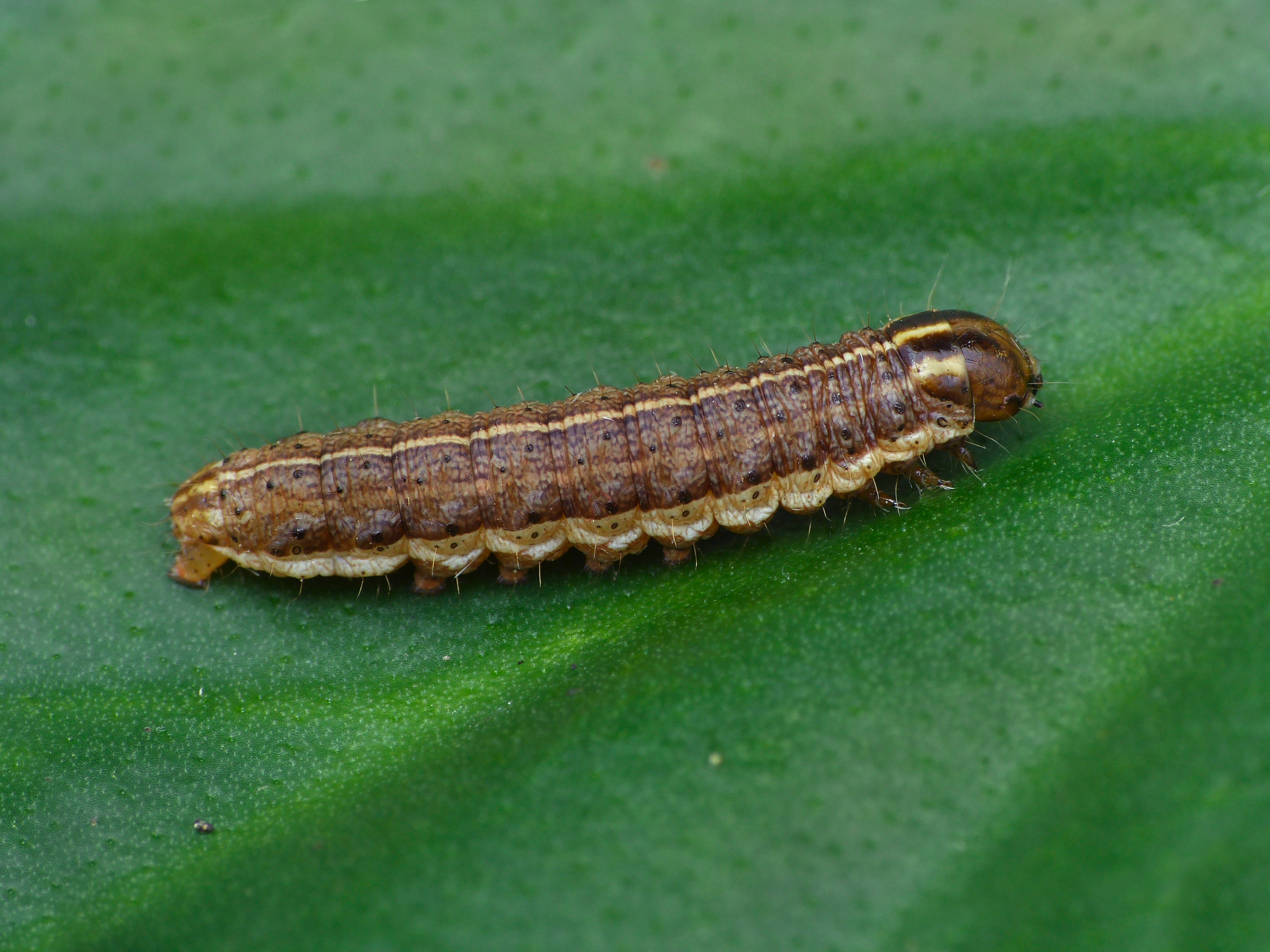
Raupe

Die Große Veränderliche Grasbüscheleule (Apamea crenata, Synonym: Hadena rurea), zuweilen in der Literatur als Phalaena crenata zu finden, ist ein Schmetterling (Nachtfalter) aus der Familie der Eulenfalter (Noctuidae).

## Merkmale

### Falter
Die Flügelspannweite der Falter beträgt 33 bis 44 Millimeter. Sie sind bezüglich der Färbung sehr veränderlich. Die Grundfarbe der Vorderflügeloberseite variiert von gelbbraun über rötlich braun bis hin zu dunkelbraun. Nieren- und Ringmakel sind in der Regel deutlich ausgebildet und weißlich oder braun umrandet, hingegen sind die Querlinien oftmals undeutlich. Am Außenrand heben sich zuweilen dunkelbraune Pfeilflecke ab. Die Hinterflügeloberseite ist einfarbig hell graubraun.

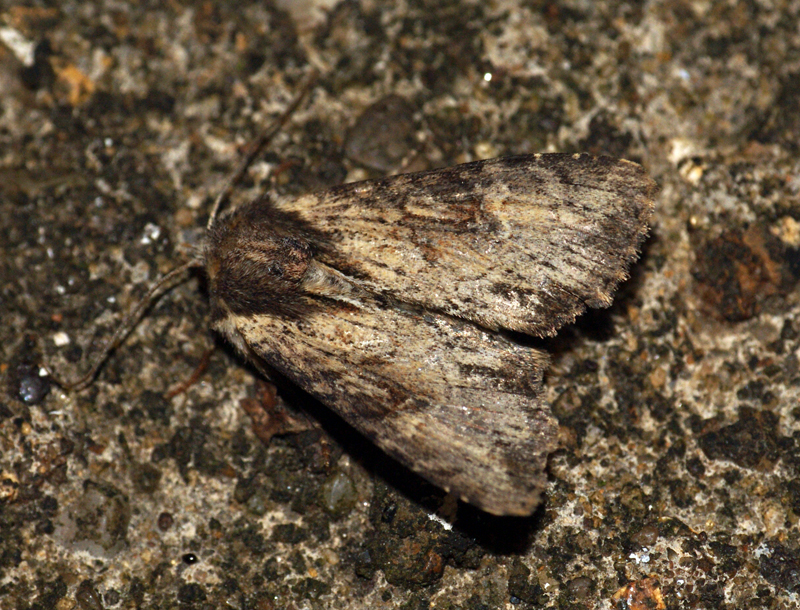
Gelbbraune Form
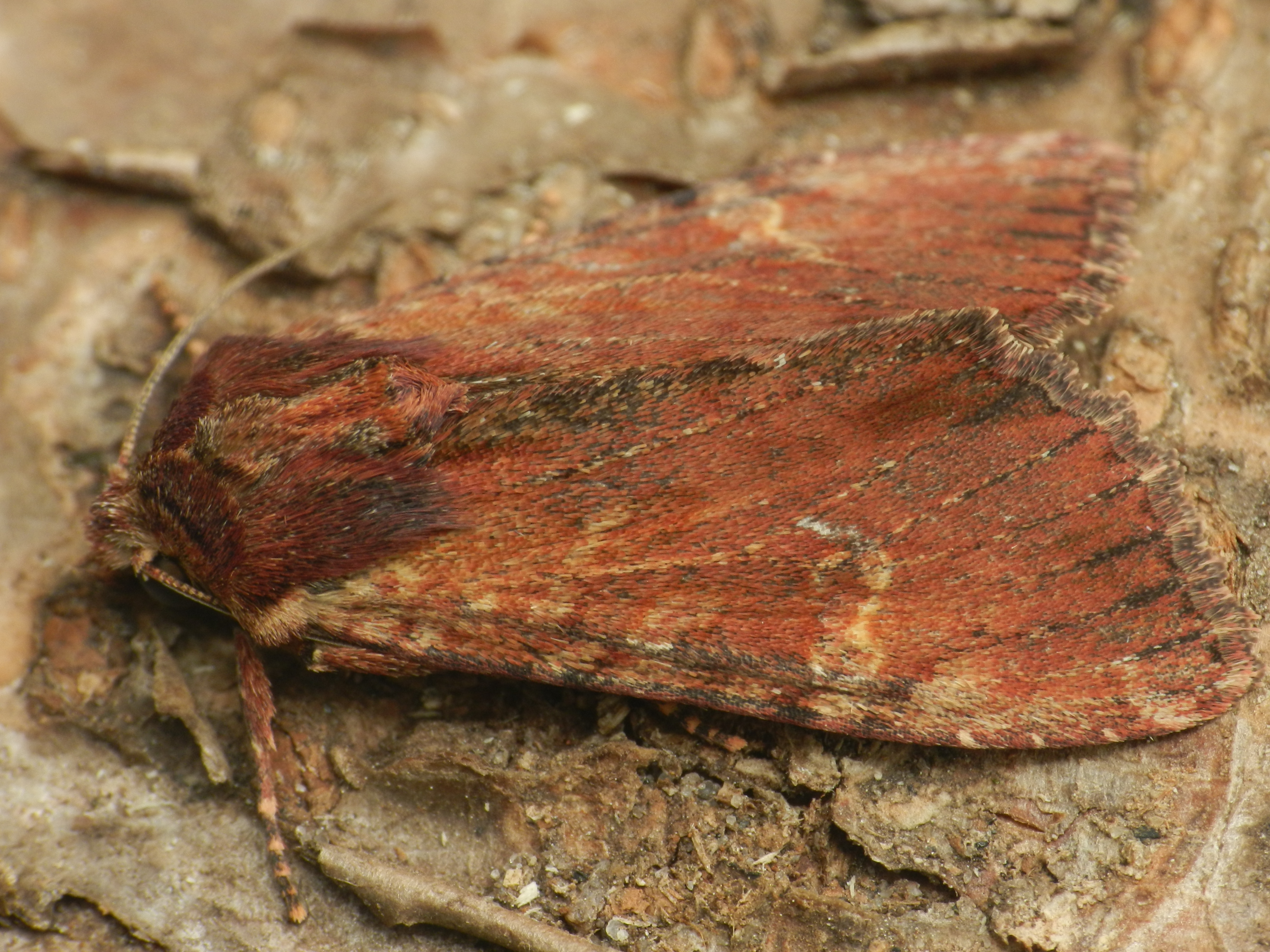
Rötlich braune Form
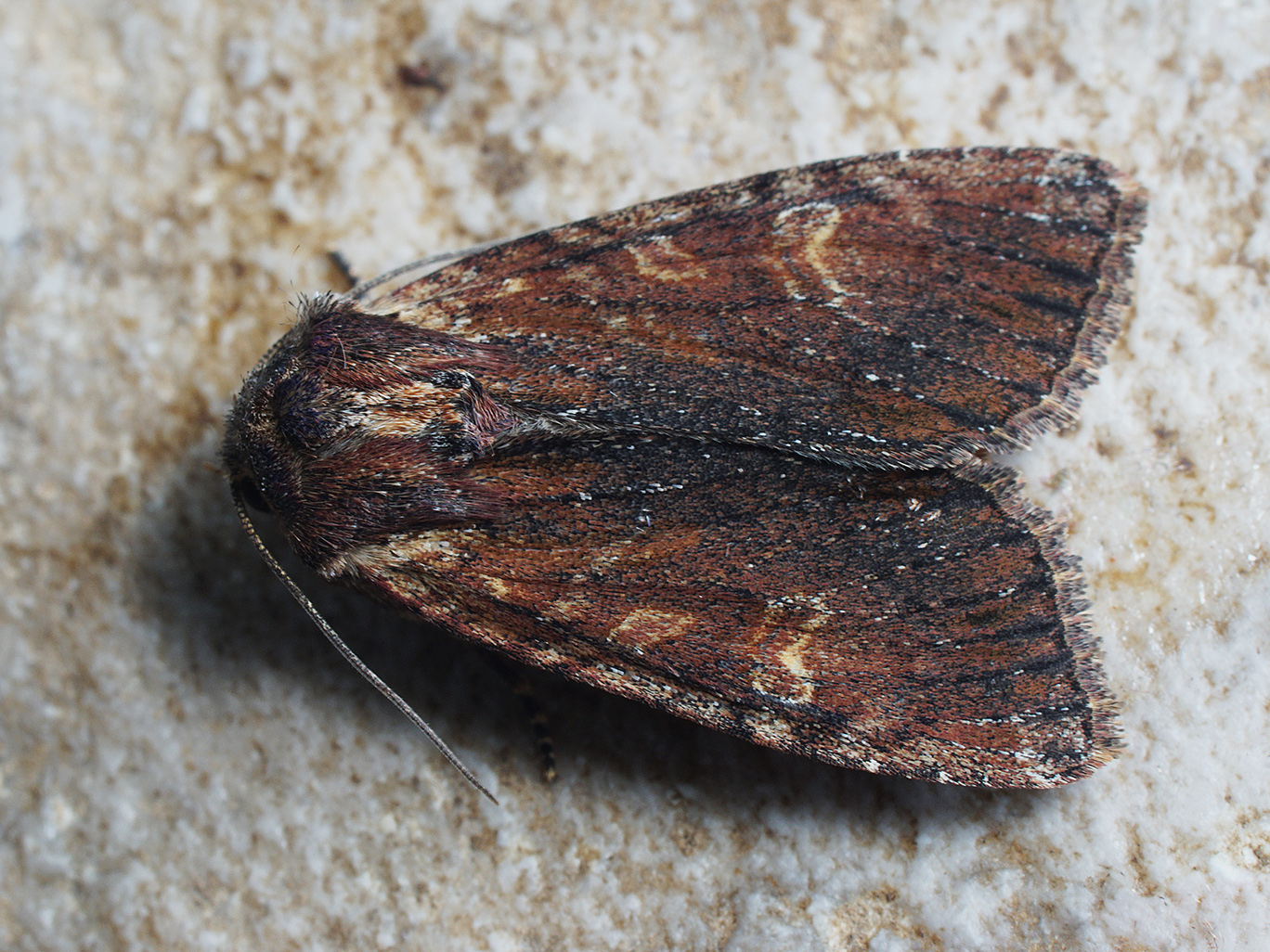
Dunkelbraune Form

### Raupe, Puppe
Ausgewachsene Raupen sind braungrau bis erdgrau gefärbt. Sie zeigen eine gelbweiße Rückenlinie. Auf jedem Körpersegment befinden sich schwarze Flecke und gleichfarbige Punktwarzen. Der Seitenstreifen ist gelbweiß. Kopf, Halsschild und Afterschild sind schwarzbraun. Vom Halsschild heben sich drei helle Längsstreifen ab. Die kastanienbraune Puppe ist am Kremaster mit zwei Dornen und vier kurzen Haken versehen.

### Ähnliche Arten
Bei den Faltern der Makelrand-Grasbüscheleule (Apamea epomidion) ist die Ringmakel an drei Seiten schwarz umrandet und nur zum Vorderrand hin offen.

## Verbreitung und Lebensraum
Die Verbreitung der Art erstreckt sich durch Europa und den Norden Asiens bis nach Japan. In Nordeuropa und Nordasien überschreitet sie den Polarkreis, im Mittelmeerraum ist sie in kühlen Lagen und in den Gebirgen heimisch. Sie meidet sehr heiße Gebiete. In den Alpen steigt sie bis auf etwa 2000 Meter Höhe. Die Große Veränderliche Grasbüscheleule bewohnt unterschiedliche Lebensräume und ist an Waldrändern, auf Lichtungen, Berg- und Talwiesen, in Heiden und Moorgebieten sowie in Gärten und Parkanlagen anzutreffen.

## Lebensweise
Die Falter sind dämmerungs- und nachtaktiv, besuchen gerne künstliche Lichtquellen sowie Köder und fliegen in einer Generation von Mai bis August. Zuweilen wurden sie saugend an den Blüten des Schmetterlingsflieders (Buddleja davidii) beobachtet. Die Raupen leben überwiegend ab August, überwintern und verpuppen sich im Mai des folgenden Jahres. Sie ernähren sich bevorzugt von den Samen oder Halmen verschiedener Gräser, beispielsweise von Draht-Schmiele (Deschampsia flexuosa), Wald-Schwingel (Festuca altissima), Wald-Reitgras (Calamagrostis arundinacea) oder Pfeifengräsern (Molinia). Als weitere Nahrungspflanzen werden Rubus- und Primelarten (Primula) genannt.

## Gefährdung
Die Große Veränderliche Grasbüscheleule ist in Deutschland verbreitet und wird auf der Roten Liste gefährdeter Arten als „nicht gefährdet“ geführt.